# Bart Vosters
Bart Vosters (Arendonk, 24 februari 1970) is een Belgisch advocaat, strafpleiter en voormalig politicus voor de CVP en diens opvolger CD&V.

## Levensloop
Vosters studeerde na zijn lagere school eerst aan het Klein Seminarie in Hoogstraten en later aan het Sint-Pietersinstituut en het Heilig Graf in Turnhout. In 1997 studeerde hij af aan de Universiteit Gent. In zijn laatste jaar volgde hij als specialisatie Strafrecht. 
In 1998 richtte hij zijn eigen advocatenkantoor op. Vosters werd bekend als raadsman van moordenaar Freddy Horion. Later volgde o.a. de zaak Karel Van Noppen waarin hij dader Albert Barrez bijstond. Hij bepleitte al meer dan twintig zaken voor het hof van assisen. Sinds 2014 maakt hij deel uit van het door hem opgerichte strafrechtkantoor Crimilex, met vestigingen in Turnhout, Antwerpen en Hasselt.
In het najaar van 2020 was Mr. Vosters te zien in de reeks Justice For All van Peter Boeckx op televisiezender VIER, samen met zes andere topadvocaten.
Vosters was ook twintig jaar actief in de lokale politiek. Bij de CVP, later CD&V van Arendonk was hij actief in de gemeenteraad, als lokaal partijvoorzitter, en van 2007 tot 2012 als schepen voor CD&V in het college van burgemeester en schepenen van Arendonk. Eind 2012 rondde hij zijn politieke carrière af omdat deze uit tijdsgebrek onverenigbaar werd met zijn werk als strafpleiter.
Van 2013 tot januari 2020 was hij voorzitter van de heemkring 'Als Ice Can' in Arendonk, waar hij sindsdien nieuwe initiatieven lanceerde en onder meer een vernieuwd 'Heemmuseum 2.0' realiseerde. In november 2018 ontving hij de titel Ambassadeur Heemkunde Vandaag. Die titel wordt jaarlijks toegekend aan een vrijwilliger, vrijwilligersvereniging of actie met, voor of door vrijwilligers die recent heemkunde op een positieve manier bij een breed (nieuw) publiek heeft gebracht.